# Aeschi–Burgäschisee Ost
Aeschi–Burgäschisee Ost est le nom d'un site palafittique préhistorique des Alpes, situé sur les rives du lac de Burgäschi, entre les communes de Seeberg dans le canton de Berne et d'Aeschi dans le canton de Soleure, en Suisse.

## Description
Le site a été classé le 27 juin 2011 au patrimoine mondial de l'UNESCO avec 110 autres sites lacustres du Néolithique dans les Alpes. Il est également inscrit comme bien culturel suisse d'importance nationale.
Le site présente des traces d'habitat datant de la civilisation d'Egolzwil, du paléolithique moyen et du néolithique tardif. Du fait de sa position géographique, ce site se trouve à la frontière des influences occidentales et orientales : il constitue en effet l'emplacement le plus au sud-ouest de la Culture de la céramique cordée.